# Episodi di Covert Affairs (terza stagione)
La terza stagione della serie televisiva Covert Affairs è stata trasmessa in prima visione assoluta negli Stati Uniti d'America dal canale via cavo USA Network dal 10 luglio al 21 novembre 2012.
In Italia la stagione è stata trasmessa in prima visione dalla piattaforma pay Mediaset Premium dal 2 gennaio al 17 aprile 2013: i primi 13 episodi sono andati in onda su Steel, mentre dall'episodio 14 la stagione è stata trasmessa da Premium Action. In chiaro va in onda su Italia 1 dal 31 gennaio 2014.
Tutti i titoli originali degli episodi sono anche titoli di canzoni di David Bowie.
| nº | Titolo originale                  | Titolo italiano        | Prima TV USA      | Prima TV Italia  |
| -- | --------------------------------- | ---------------------- | ----------------- | ---------------- |
| 1  | Hang on to Yourself               | Nuovi arrivi           | 10 luglio 2012    | 2 gennaio 2013   |
| 2  | Sound and Vision                  | Il corsaro rosso       | 17 luglio 2012    | 9 gennaio 2013   |
| 3  | The Last Thing You Should Do      | Proposta di matrimonio | 24 luglio 2012    | 16 gennaio 2013  |
| 4  | Speed of Life                     | L'addio                | 31 luglio 2012    | 23 gennaio 2013  |
| 5  | This Is Not America               | Questa non è l'America | 14 agosto 2012    | 30 gennaio 2013  |
| 6  | Hello Stranger                    | Lo straniero           | 21 agosto 2012    | 6 febbraio 2013  |
| 7  | Loving the Alien                  | Una cartolina da Cuba  | 28 agosto 2012    | 13 febbraio 2013 |
| 8  | Glass Spider                      | Colpo di scena         | 4 settembre 2012  | 20 febbraio 2013 |
| 9  | Suffragette City                  | Profumo di lavanda     | 11 settembre 2012 | 27 febbraio 2013 |
| 10 | Let's Dance                       | Faccia a faccia        | 18 settembre 2012 | 6 marzo 2013     |
| 11 | Rock'n Roll Suicide               | Intuizione fortunata   | 16 ottobre 2012   | 13 marzo 2013    |
| 12 | Wishful Beginnings                | False aspettative      | 23 ottobre 2012   | 20 marzo 2013    |
| 13 | Man in the Middle                 | Un piede in due staffe | 30 ottobre 2012   | 27 marzo 2013    |
| 14 | Scary Monsters (and Super Creeps) | Tradimento             | 7 novembre 2012   | 3 aprile 2013    |
| 15 | Quicksand                         | Il sentiero dell'eroe  | 14 novembre 2012  | 10 aprile 2013   |
| 16 | Lady Stardust                     | Annie & Auggie         | 21 novembre 2012  | 17 aprile 2013   |

## Nuovi arrivi

Auggie nel suo primo giorno di lavoro come capo della sezione progetti speciali della CIA

- Titolo originale: Hang on to Yourself
- Diretto da: Allan Kroeker
- Scritto da: Matt Corman e Chris Ord

### Trama
Quando Jai viene ucciso da un'autobomba il giorno del 4 luglio mentre stava per rivelare alcuni scottanti segreti sull'agenzia ad Annie presso un fast food, Auggie viene nominato da Arthur suo sostituto a capo della sezione progetti speciali anche per scoprire su cosa stesse lavorando prima di morire. Annie, ancora sconvolta dall'accaduto, viene invece riassegnata a una nuova divisione operativa guidata da Lena Smith, una donna dalle maniere decisamente poco ortodosse, che la invia subito a Marrakech per seguire da vicino un misterioso uomo d'affari inglese d'origine russa di nome Simon Fischer con lo scopo di carpire i dati del suo tablet mediante un sweep-drive. Tuttavia nella sua stanza d'albergo capisce ben presto attraverso i passaporti trovati sul tavolo che lui, sospettato di essere un agente segreto d'élite dell'FSB, ha eliminato la coppia di agenti tedeschi che la stavano pedinando nel suk, ma non può fare a meno di andare nella doccia con lui per non compromettere l'esito della missione. Intanto anche Auggie viene a conoscenza di tale notizia attraverso il reportage televisivo mentre riceve alcuni file segreti di Jai, su uno dei quali vi è impresso lo stesso simbolo tatuato sulla schiena di Fischer.
- Ascolti USA: telespettatori 3 500 000 – rating 18-49 anni 0,9%[4]

## Il corsaro rosso
- Titolo originale: Sound and Vision
- Diretto da: Stephen Kay
- Scritto da: Stephen Hootstein

### Trama
Quando i servizi segreti spagnoli bloccano nel porto di Barcellona una coppia canadese al soldo dello spionaggio cinese intenta a comprare un potente virus informatico progettato dall'hacker chiamato "il Corsaro rosso" per neutralizzare infrastrutture critiche negli Stati Uniti, Annie e Auggie vengono incaricati da Arthur (nonostante le continue frizioni personali fra Joan e Lena) di recarsi laggiù sotto la copertura di una coppia qualsiasi per cercare di recuperare il virus a loro vantaggio. Tuttavia quando la consegna sembra andata a buon fine con l'analisi del virus in loro possesso nonostante la coppia venga ritrovata uccisa, i due vengono intercettati da alcuni misteriosi uomini che li derubano della valigetta e li inseguono per mezza città cosicché si ritrovano obbligati a rintracciare l'hacker (ovvero la giovane cameriera del bar presso cui si è svolta la consegna, Pilár Sastre) per convincerla a neutralizzare il virus e venire a lavorare per l'agenzia date le sue immense qualità. Una volta tornati in patria, Annie si è in realtà innamorata di Auggie, in procinto di ripartire per l'Eritrea per chiedere a Parker di sposarlo, ma non ha tempo di analizzare a fondo i suoi sentimenti perché viene subito rimandata a Monaco di Baviera per seguire di nuovo Fischer.
Arthur intanto si è recato nella prigione dov'è stato rinchiuso Henry Wilcox, ma non riesce a ottenere alcuna informazione da lui riguardo a cosa stesse lavorando suo figlio anche perché ancora una volta emergono tra i due reciproci sospetti ed accuse riguardo alla morte di Jai.
- Ascolti USA: telespettatori 3 220 000 – rating 18-49 anni 0,9%[5]

## Proposta di matrimonio
- Titolo originale: The Last Thing You Should Do
- Diretto da: Félix Alcalá
- Scritto da: Norman Morrill

### Trama
Auggie chiede a Parker di sposarlo mentre si trova in vacanza su una barca al largo del Mar Rosso assieme a una coppia che opera con lei nei Peace Corps, ma quando una ragazza rimane ferita si trovano costretti a effettuare una chiamata di soccorso, anche se non sembra una buona idea. Infatti essi vengono intercettati e rapiti da pirati locali, anche se Auggie è comunque riuscito ad avvertire Annie in tempo, prima che gli sequestrassero il cellulare. Joan e Lena devono lavorare insieme per liberarlo, valutando l'opportunità di pagare un riscatto il più basso possibile a una misteriosa mediatrice. Durante la prigionia in Eritrea, Auggie confessa a Parker di essere un agente della CIA anche se momentaneamente non gli crede pur accettando di sposarlo e, quando fallisce clamorosamente un'incursione in una struttura adiacente per liberarli, i pirati decidono di spostare gli ostaggi in un luogo più sicuro. A questo punto Auggie prende in mano la situazione e lui e Parker fanno in modo di scappare nel corso del tragitto per chiamare Annie, la quale propone a Joan e Lena di salvarli avvalendosi di un elicottero proveniente da una portaerei americana di stanza nel Mar Rosso a patto che riescano ad arrivare sani e salvi sul tetto di un edificio per farsi prelevare. Mentre si svolge la missione di salvataggio che li porterà al sicuro presso la base militare di Camp Lemonnier a Gibuti, Annie viene rintracciata da Simon Fischer sulla sua linea telefonica non ufficiale che le chiede di riportargli indietro a Parigi il caricabatterie del suo cellulare (ovviamente Lena approva il fatto che Annie possa utilizzare tale apparecchio a suo vantaggio, piazzandovi una cimice o un geolocalizzatore, per rintracciarlo costantemente). Nel frattempo Danielle dice ad Annie che il marito vuole far funzionare il loro matrimonio e che sono in procinto di trasferirsi in California.
- Ascolti USA: telespettatori 3 740 000[6]

## L'addio
- Titolo originale: Speed of Life
- Diretto da: Michael Smith
- Scritto da: Erica Shelton

### Trama
Mentre Annie si trova a passare del tempo a Parigi assieme a Simon Fischer come parte della sua nuova missione, nel frattempo a Reston in Virginia, l'RDI (ovvero l'azienda che ospita la maggior parte dei contratti appaltati dalla Difesa) viene violato da un misterioso scassinatore che sembra avere apparenti legami con Simon stesso. Così Annie decide assieme a Lena quale strada intraprendere per rimediare al furto, ma Simon si fa trovare inaspettatamente a Washington e le suggerisce di rimanere allo Smithsonian così da poterle fare una sorpresa. Lena intanto si deve arrangiare per trovare ad Annie una nuova sistemazione sicura, mentre la ragazza scopre che diverse agenzie governative, tra cui l’FBI, sono in procinto di sorvegliare l'incontro tra lo scassinatore ed il suo contatto. Credendo che il contatto sia lo stesso Simon, Lena insiste con Annie al fine di dissuaderlo dall'effettuare lo scambio per evitargli l'arresto che comprometterebbe l'intera operazione organizzata fino a quel momento. Annie però non può convincerlo, ma il previsto incontro si rivela un abile stratagemma di depistaggio di Simon che si dà appuntamento altrove con una guardia di sicurezza dell'RDI. Temendo allora che la sua copertura sia saltata, Annie viene fatta subito rientrare alla divisione Protezione Nazionale di Joan, anche se Simon, essendo stato a lungo in giro con lei, mostra di apprezzare ancora molto la sua compagnia fino a dirle che le piace. Nel frattempo, Parker si ritrova a dover litigare con Auggie sul suo lavoro e gli rinfaccia alcune questioni passate che interrompono bruscamente la loro relazione: Auggie, distrutto dal dolore per esser stato lasciato su due piedi, decide perciò di ubriacarsi all'Allen's pub, ma quando si trova coinvolto suo malgrado in una rissa, rompe una bottiglia in testa a un uomo finendo per essere arrestato.
- Ascolti USA: telespettatori 2 580 000[7]

## Questa non è l'America
- Titolo originale: This Is Not America
- Diretto da: Allan Kroeker
- Scritto da: Julia Ruchman

### Trama
Annie ed Eyal vengono incaricati di pedinare a Gerusalemme il giovane ingegnere aerospaziale americano Isaac Reiss per riuscire a catturare la sua ragazza Ilana, identificata come la fonte di una fuga di informazioni in Israele dopo che viene trovato un missile di provenienza iraniana contenente segreti tecnologici statunitensi. 
Come dono di Eyal per avergli salvato la vita più volte Annie, dopo aver scoperto che egli è anche un padre separato e che la CIA ha segretamente incaricato il Mossad di valutare il suo operato sul campo, riceverà poi informazioni aggiuntive su Simon Fischer dopo che Joan gli aveva imposto di stargli lontano. Intanto Arthur, in lizza come candidato a diventare ambasciatore in Cina mettendo così in crisi il suo rapporto con Joan, tira fuori di prigione Auggie e lo rimanda nella sua precedente posizione nella divisione della moglie, la quale gli ordina anche di sottoporsi a terapie da una psicologa.
- Ascolti USA: telespettatori 3 250 000[8]

## Lo straniero
- Titolo originale: Hello Stranger
- Diretto da: Elodie Keene
- Scritto da: Steve Harper

### Trama
Quando l’anziano primo ministro yemenita viene portato a Rochester per un intervento chirurgico a seguito di un infarto occorso in patria, Annie ha un breve momento di tempo per tentare di reclutare come risorsa dell'agenzia il suo braccio destro Sayid al-Mukri, ma viene scoperta dal Dipartimento di Stato. A ogni modo Annie riesce comunque a rintracciarlo e a dargli infine un contatto telefonico prima di separarsi, ma intanto il primo ministro muore e il piano sembra andare a monte. Joan teme che le aspirazioni di Arthur stiano per compromettere gli interessi della CIA e una volta tornata in ufficio, Annie la informa che sta facendo domanda per ottenere un nuovo trasferimento. Tuttavia Annie è effettivamente riuscita a convincere il funzionario yemenita, ma Joan, seppur avallando di persona il reclutamento della nuova risorsa a disposizione, rifiuta di accordargli l'immunità estesa anche alla famiglia. Nel frattempo Auggie porta la sua psicologa a fare un'escursione tenendola a volte bendata per farle percepire cosa prova una persona cieca.
- Ascolti USA: telespettatori 3 510 000[9]

## Una cartolina da Cuba
- Titolo originale: Loving the Alien
- Diretto da: J. Miller Tobin
- Scritto da: Alex Berger

### Trama
Annie accetta l'invito di Simon Fischer di andare con lui a Cuba per un viaggio di lavoro, con l'aiuto di Lena che le fornisce un passaporto falso in modo da tenere all'oscuro l'agenzia, ma Simon ben presto la presenta a Hector Serrano, il suo addestratore nonché sospettato killer dell’FSB. Annie si sente allora a disagio dopo aver individuato vicino all’Avana una vecchia stazione d’ascolto e di disturbo di epoca sovietica in fase di riattivazione e, resasi conto di essere sul punto di essere scoperta, chiede a Simon di abbreviare la loro permanenza, ma prima di ritornare verso l'aeroporto, egli uccide Hector dentro il magazzino di una fabbrica di sigari per proteggerla. Nel frattempo Arthur continua a chiedere assieme a Joan appoggi politici di peso per ottenere il nuovo incarico, mentre Auggie, nonostante sia stato sollevato dalle indagini, si reca alla prigione di Petersburg per interrogare Henry Wilcox, il quale gli fornisce l'indirizzo della casa sicura di Jai.
- Ascolti USA: telespettatori 3 230 000[10]

## Colpo di scena
- Titolo originale: Glass Spider
- Diretto da: Stephen Kay
- Scritto da: Zak Schwartz

### Trama
Annie si reca con Auggie alla casa sicura di Jai alla periferia di Fairfax e ritrovano numerose prove nonché la documentazione relativa a vari pedinamenti di Simon Fischer, per questo decidono di avvertire Arthur. Annie si trova così costretta a informare Joan ed Arthur che ha continuato il compito assegnatole da Lena e li convince a tentare il reclutamento dell’ex spia dell'FSB invece di catturarlo. Presso il luogo dell'incontro in un centro commerciale, Simon individua e spara a un killer di nome Lew Brewer (che in seguito si suicida vicino a un motel per evitare di essere preso) ma, temendo una trappola, egli decide di declinare l'offerta di Annie e si dilegua con la sua complicità. Annie riconosce però quel killer quando si ricorda che era presente sul luogo in cui Jai venne ucciso, ma quando torna a casa ritrova Simon, il quale le propone di scappare con lui verso un'isola remota delle Maldive ma, mentre lei sta decidendo se accettare o meno la sua proposta, arriva Lena che spara a entrambi.
- Ascolti USA: telespettatori 3 440 000[11]

## Profumo di lavanda
- Titolo originale: Suffragette City
- Diretto da: Félix Alcalá
- Scritto da: Tamara Becher

### Trama
L'arrivo di un fattorino impedisce a Lena di portare a termine la missione per far in modo che si fossero sparati a vicenda, facendo sembrare la scena del crimine una vendita di informazioni segrete ai russi e mentre Simon Fischer è rimasto ucciso Annie viene trasportata d'urgenza all'ospedale. Auggie si precipita al suo capezzale, ma può solo attendere l'esito dell'operazione al cuore mentre Annie vive un'esperienza extracorporea dove Simon l'avverte di un grave pericolo e le spiega che deve trovare una spia dal nome in codice Blackbird. Nel frattempo, Arthur e Joan sembrano non fidarsi delle vere intenzioni di Annie di fronte alle prove presentate da Lena ai capo sezione ed Auggie viene a sapere che su di lei è stato ritrovato il passaporto falso usato durante il viaggio a Cuba e cerca dunque di rintracciare il falsario che l'ha prodotto. Egli arriva però troppo tardi, dato che è già stato ucciso da Lena, ma intuisce dal suo profumo che è proprio lei la vera traditrice che tutti stanno cercando. Auggie minaccia allora le proprie dimissioni se Joan non gli darà un'autorizzazione informale per accedere agli elementi di prova contro Annie che lo stesso Arthur gli aveva in precedenza negato. Lena si reca all'ospedale per eliminare Annie, ma il suo piano va a monte quando Joan e Auggie tornano a farle visita dopo aver trovato le prove che la scagionano.
- Ascolti USA: telespettatori 3 940 000[12]

## Faccia a faccia
- Titolo originale: Let's Dance
- Diretto da: Andrew Bernstein
- Scritto da: Matt Corman e Chris Ord

### Trama
Una volta dimessa dall'ospedale, Annie indaga nell’appartamento di Lena per poterla rintracciare dopo la sua fuga in Russia, ma quando chiede ad Arthur e Joan di permetterle di contattare una vecchia fonte a Nairobi, ovvero il concertista e agente operativo russo Dimitri Larionov, nome in codice Rachmaninov, loro le intimano di lasciare negoziare il Dipartimento di Stato con il Ministero degli esteri russo. Annie decide comunque di andare a Mosca anche per vendicare tutti gli agenti uccisi da Lena e, nonostante la loro contrarietà riceve l'aiuto di Auggie e Joan che le intimano solamente di fotografarla, in modo tale da poter chiederne l'estradizione. Tuttavia, dopo aver incontrato la sorella di Simon Fischer, Annie si ritrova coinvolta in una finta imboscata dell’FSB tesale da Dimitri su iniziativa di Lena e ciò costringe Joan a presentare le sue dimissioni ad Arthur per non farlo cadere. Dimitri alla fine confessa ad Annie che la sua vecchia fiamma si trova in una dacia isolata vicino a un lago, dove Lena prova a convincerla a diventare un'agente doppiogiochista, dicendole che era in contatto con Simon, dovendolo poi eliminare visto il suo voltafaccia, e che Jai l’aveva quasi scoperta come talpa all'interno della CIA; al suo rifiuto però Lena tira fuori una pistola per ucciderla, spingendo Annie a spararle per prima per difendersi.
- Ascolti USA: telespettatori 3 470 000[13]

## Intuizione fortunata
- Titolo originale: Rock'n Roll Suicide
- Diretto da: Stephen Kay
- Scritto da: Stephen Hootstein

### Trama
Dopo aver eliminato Lena, Annie viene catturata nei boschi circostanti dalle forze di sicurezza e poi rinchiusa in una struttura detentiva sotterranea a Lefortovo dove Alexei, un agente operativo dell’FSB, la interroga di continuo per avere conferme sulle informazioni trafugate da Lena come agente infiltrato. Nel frattempo Arthur e il direttivo analizzano con Joan i rischi per l'operatività derivanti dalla cattura di Annie finché Auggie decide di sua iniziativa di avvalersi dell'aiuto di Eyal per tentare di liberarla e riportarla a casa seguendo un protocollo stabilito. Tuttavia Annie e Eyal, impossibilitati a salire su un treno per Helsinki, vengono fermati appena prima di lasciare la Russia, dopo una rocambolesca fuga come clandestini, a bordo di un aereo cargo polacco in partenza per Varsavia, ma deducono che Alexei era conosciuto da Simon per essere un traditore dell’FSB e pertanto finiscono per barattare la loro fuga con il passaporto pulito di Eyal.
- Ascolti USA: telespettatori 2 760 000[14]

## False aspettative
- Titolo originale: Wishful Beginnings
- Diretto da: Tawnia McKiernan
- Scritto da: Julia Ruchman

### Trama
Rientrata in patria Annie viene condotta alla Bluebonnet Farm, una struttura sicura della CIA, per riferire su quanto è accaduto in Russia, ma viene improvvisamente richiamata in servizio dall'agenzia che vuole accertarsi che la relazione con Simon Fischer non abbia compromesso la sua professionalità. Rientrata a Langley, Annie viene informata che la divisione di Joan è in codice Arancione con l'arrivo della direttrice del Mossad Rivka Singer: lo scopo di Eyal ed Annie diventa dunque quello di lavorare insieme al fine di rintracciare una risorsa, la cittadina svizzera Karina Vost, scomparsa sul territorio americano. La ragazza infatti lavora come hostess per una compagnia privata che copre la tratta Washington - Riad, molto frequentata da petrolieri sauditi, con il compito di estrarre informazioni dai dispositivi dei passeggeri tramite un orologio con connettività Wi-Fi, e pertanto incaricata di ottenere informazioni su Khalid Ansari, un uomo d'affari saudita con importanti legami in seno al governo americano. Quando riescono a trovarla a casa sua per chiederle indietro l'orologio, Karina improvvisamente muore avvelenata da Griffin Cole, un ex agente della CIA che ora lavora per Khalid, ma scoprono lo stesso che la ragazza aveva in precedenza nascosto in un bosco una chiave di una cassetta di sicurezza depositata presso una banca privata di Alexandria. Annie decide allora di impersonare la risorsa per recuperare l'orologio, ma Cole la rintraccia attraverso i documenti contenuti nella borsa rubata a Karina e le chiede sotto la minaccia di una pistola di dargli tutto il contenuto della cassetta. Il sicario riesce a fuggire da Annie ed Eyal, ma lei gli rivela che nel caveau aveva legato l'orologio al suo polso per sicurezza e contravvenendo agli ordini di Joan, Annie decide di condividere con Eyal le informazioni ivi contenute. Dopo la cerimonia di conferimento ad Annie di un’alta onorificenza dell’agenzia, Eyal le offre di stare nel suo appartamento a Washington, ma durante un successivo briefing in auto con il suo capo, egli si trova a dover discutere di una più vasta operazione che sembra coinvolgere Annie stessa, ma le nasconde deliberatamente il nuovo luogo in cui si trova la ragazza. Intanto Joan è ricascata nella sua dipendenza da farmaci e riprende la sua partecipazione alle riunioni del gruppo di sostegno con il supporto del suo ex amante Seth, un avvocato del Dipartimento di Stato.
- Ascolti USA: telespettatori 2 750 000[15]

## Un piede in due staffe
- Titolo originale: Man in the Middle
- Diretto da: Christopher Gorham
- Scritto da: Alex Berger

### Trama
Mentre è ospite nella casa di Eyal a Washington, Annie apre una busta da lui infilata sotto la porta nella quale vi sono foto in possesso del Mossad di Khalid Ansari, sospettato di finanziare organizzazioni benefiche in realtà paravento per il terrorismo. Dopo aver preso visione del contenuto Annie ne informa Joan, ma la sua responsabile non vuole più scontrarsi con il Dipartimento di Stato, e decide quindi di scavalcarla rivolgendosi direttamente ad Arthur per poter entrare in contatto con la sua fidanzata Megan Carr in modo da ottenere maggiori informazioni. La CIA decide successivamente di eliminarlo con l'ausilio di un drone, assieme a un terrorista afghano durante un loro incontro in un compound in Pakistan, ma l’attacco fallisce completamente a causa di un inganno del Mossad. Auggie intanto riceve un’ultima visita di Parker e si rivolge quindi al Dipartimento per i Veterani per risolvere un intoppo: i genitori non percepiscono più l'assegno di indennità per la morte di Billy e quindi non riescono più a pagare le rate del mutuo. Joan, ormai ai ferri corti con Annie per aver disubbidito due volte ai suoi ordini, continua a partecipare alle riunioni di sostegno per i dipendenti emotivamente in difficoltà dopo che Arthur, molto turbato nei suoi confronti, l’aveva temporaneamente demansionata dal ricevere informazioni top secret per poi scoprire pure la sua vecchia relazione con Seth.
- Ascolti USA: telespettatori 2 350 000[16]

## Tradimento
- Titolo originale: Scary Monsters (and Super Creeps)
- Diretto da: Emile Levisetti
- Scritto da: Tamara Becher

### Trama
Una volta confermato che la foto del terrorista associato a Khalid, scattata in un campo di addestramento afghano, è stata manipolata, la CIA indaga per individuare l'autore della mistificazione mentre Arthur viene convocato dalla Commissione di intelligence del Senato per chiarire l’imbarazzante situazione che si è creata con il Mossad. Joan, dopo i recenti screzi tra loro, ordina ad Annie di non contattare Eyal finché la situazione non sarà chiarita, ma lui la intercetta per informarla che Khalid vuole vendicarsi della persona che l'ha tradito. Annie si precipita quindi da Megan nell’appartamento in cui l'ha nascosta dopo averla convinta ad aiutarla a rintracciarlo, ma la donna è scomparsa; Annie e Eyal si adoperano per ritrovarla pensando sia stata rapita da Cole. Annie viene poi a sapere, con enorme disappunto, che è stato proprio Eyal a dover manipolare quelle foto per conto di Rivka Singer anche per poter vendicare la morte di una sua ex risorsa reclutata ad Amsterdam e di cui era infatuato. Una volta rintracciato ed ucciso Cole presso un aerodromo della contea dopo aver interrogato suo fratello Daniel, essi vengono a sapere che Megan ha ricevuto un biglietto aereo ed un passaporto falso per raggiungere Khalid mentre nel frattempo, la pena di Henry Wilcox viene improvvisamente commutata, sconcertando profondamente Arthur e Joan.
- Ascolti USA: telespettatori 2 280 000[17]

## Il sentiero dell'eroe
- Titolo originale: Quicksand
- Diretto da: Jamie Barber
- Scritto da: Zak Schwartz

### Trama
Auggie decide di partire per l'Iraq con Operation proper exit, un'organizzazione che aiuta gli ex Marines che soffrono di stress post-traumatico, per aiutare il caporale Peter Downey a ricominciare seguendo il sentiero dell’eroe. Il cadavere di Megan, rivelatosi poi scambiato con un altro somigliante, viene rinvenuto strangolato in un hotel in Lussemburgo ed Annie si reca nel paese per recuperare i suoi effetti personali tra cui una chiave USB, ma si tratta di una trappola ordita allo scopo di rapirla non appena arriva all’obitorio. Pertanto raggiunge Eyal, ormai licenziatosi dal Mossad, in auto fino a Zurigo passando dal confine francese dove cercano di risalire a Khalid attraverso i movimenti finanziari effettuati tramite una banca svizzera; dovranno però chiedere una grossa somma a Joan per poter accedere a un club privato dove il padre Omar Ansari si sta per incontrare con un corriere. Mentre cercano di assistere alla consegna per poi seguire il corriere fino al loro bersaglio, Eyal si ritrova faccia a faccia nella sala da pranzo con l'uomo e lo scambio avviene tra un cameriere e Megan. Annie tenta allora di convincerla senza successo a collaborare, prospettandole un futuro pericoloso, ma viene uccisa poco dopo nel parcheggio dai sicari di Omar perdendo così ogni traccia utile. Eyal ed Annie vengono individuati dagli uomini di Khalid nell’appartamento ed Eyal si fa catturare apposta affinché lei lo possa tracciare mediante un localizzatore GPS fino ad Amsterdam. Arthur intanto si reca da Wilcox nella prigione per avere spiegazioni sul fallito omicidio mirato, uscendone pulito dall’udienza in Campidoglio, e sul perché gli abbiano commutato la pena.
- Ascolti USA: telespettatori 2 450 000[18]

## Annie & Auggie
- Titolo originale: Lady Stardust
- Diretto da: Renny Harlin
- Scritto da: Matt Corman e Chris Ord

### Trama
Annie si trova ad Amsterdam per negoziare con Khalid il rilascio di Eyal in cambio dei nomi dei traditori che, all’interno della sua compagnia, lavorano per la CIA. Dopo essere scampata a un'aggressione creata ad arte grazie a un contatto locale, la ragazza si dirige all’infermeria del consolato americano per potersi servire dei computer interni e scaricare i dati richiesti da Khalid secretati dall’Agenzia. Una volta finito però si trova di fronte ad Auggie, inviato da Joan in seguito alla sua richiesta di assistenza, ed insieme cambiano il piano decidendo di non fornire più alcuna informazione. Pertanto dopo aver recuperato una pistola in un coffee-shop, richiedono un incontro a Khalid presso il mercato cittadino dei tulipani per consegnargli dei falsi riferimenti: improvvisando una sparatoria che permette a Eyal di liberarsi per raggiungerli presso un molo, riescono così a scappare in barca attraverso i canali. Per scongiurarne il definitivo ritorno in Arabia Saudita per via diplomatica garantito dalle autorità olandesi, Arthur e Joan ordinano ad Annie di uccidere Khalid una volta per tutte nonostante il parere contrario di Auggie. Annie però decide di portare a termine la missione e si infiltra nella casa di Khalid nella periferia della città: deciderà però solo di rivelargli che è stato suo padre, il vero traditore, e non l’Agenzia ad aver determinato l’uccisione di Megan. Per Eyal sembra finalmente giunto il momento di ritirarsi a vita privata su una barca in Grecia mentre Annie ed Auggie rivelano i loro reciproci sentimenti e di conseguenza si baciano. Henry Wilcox nel frattempo viene scarcerato e fa di tutto per sottolineare ad Arthur quanto potere abbia ancora nella CIA, nonostante l’uso spregiudicato di strategie doppiogiochiste del tutto discutibili, ma gli chiede anche di poter assistere alla commemorazione pubblica del figlio deceduto. In un secondo momento, Henry incontra Annie presso il fast food dove Jai venne ucciso e cerca di convincerla ad andare contro a Joan e Arthur, lasciandole alcuni dossier su di loro apparentemente compromettenti.
- Ascolti USA: telespettatori 2 470 000[19]